# Аркико
Аркико (араб. حرقيقو‎) — город в северной части Красного моря в Эритрее. Расположен на берегу Красного моря у материка напротив города Массауа.

## История
Аркики или известное местным жителям племя Сахо; кланы Дасамо, как Хирг-Хиго. Клан Дасамо проживает в этой местности. Он также известен под именем Дахано, от слова Сахо или Афар, означающего «слон». Значение Хиго — легенда из легенд на языке сахо. Ричард Панкхерст объясняет эту этимологию важностью торговли слоновой костью в Хирг-Хиго, или известном как Аркико.
В 1826—1848 годах (в период Османской империи, но не в период фактического правления Египта) частями Эритреи управлял наиб (или заместитель) Хирг-Хиго, согласно некоторым источникам, часть времени совмещалась с должностью вали (регулярного военного губернатора) Массауа, нынешней столицы.
Этот город был местом ужасной резни, устроенной военной хунтой Эфиопии Дерге в 1975 году во время войны за независимость Эритреи. В этом городе также расположен крупнейший в Эритрее объект по производству электроэнергии. Этот объект был частично разрушен во время Эритрейско-эфиопской войны, но сейчас полностью восстановлен.

## Климат и среда обитания
Этот регион по общему мнению является одним из самых жарких населенных мест на земле. Большую часть года температура поднимается выше 40 °C (104 °F), а среднегодовое количество осадков составляет менее двух сантиметров.
Первоначальный мангровый лес, ранее покрывавший значительную часть побережья Эритреи, был уничтожен в результате чрезмерного выпаса скота верблюдами, вырубки деревьев или строительства домов и лодок.

## Экономика
Сегодня Аркико является местом искусственной посадки мангровых деревьев с помощью недорогих комплексов удобрений медленного высвобождения, содержащих азот, фосфор и железо, что позволяет растениям расти на территориях, ранее не заселенных деревьями. Его поддерживает Министерство рыболовства Эритреи в надежде восстановить мангровую береговую линию, что приведет к увеличению поголовья домашнего скота, рыбы и морепродуктов.